# London Calling
A London Calling a The Clash zenekar dupla albuma, amely 1979 decemberében jelent meg Angliában. Szerepel az 1001 lemez, amit hallanod kell, mielőtt meghalsz című könyvben.

## Az album dalai
| 1. | London Calling     | Joe Strummer, Mick Jones | 3:19 |
| 2. | Brand New Cadillac | Vince Taylor             | 2:09 |
| 3. | Jimmy Jazz         | Strummer, Jones          | 3:51 |
| 4. | Hateful            | Strummer, Jones          | 2:47 |
| 5. | Rudie Can't Fail   | Strummer, Jones          | 3:26 |

| 1. | Spanish Bombs           | Strummer, Jones | 3:18 |
| 2. | The Right Profile       | Strummer, Jones | 4:00 |
| 3. | Lost in the Supermarket | Strummer, Jones | 3:47 |
| 4. | Clampdown               | Strummer, Jones | 3:50 |
| 5. | The Guns of Brixton     | Paul Simonon    | 3:07 |

| 1. | Wrong 'Em Boyo | Clive Alphonso                          | 3:10 |
| 2. | Death or Glory | Strummer, Jones                         | 3:55 |
| 3. | Koka Kola      | Strummer, Jones                         | 1:45 |
| 4. | The Card Cheat | Jones, Strummer, Simonon, Topper Headon | 3:51 |

| 1. | Lover's Rock    | Strummer, Jones           | 4:01 |
| 2. | Four Horsemen   | Strummer, Jones           | 3:00 |
| 3. | I'm Not Down    | Strummer, Jones           | 3:00 |
| 4. | Revolution Rock | Jackie Edwards, Danny Ray | 5:37 |
| 5. | Train in Vain   | Strummer, Jones           | 3:11 |

## Közreműködők
- Joe Strummer – vokál, ritmusgitár, zongora
- Mick Jones – gitár, vokál, zongora
- Paul Simonon – basszusgitár, vokál
- Topper Headon – dob, ütősök
- Mickey Gallagher – orgona
- The Irish Horns – rézfúvósok